# ゴルダナ・シルヤノフスカ＝ダフコバ
ゴルダナ・シルヤノフスカ＝ダフコバ（Gordana Siljanovska-Davkova、マケドニア語: Гордана Силјановска-Давкова、1953年5月11日 - ）は、北マケドニアの政治家、法学者。2024年5月12日から同国の第6代大統領を務める。2024年5月8日執行の大統領選挙で6割以上の票を獲得したことで現職だったペンダロフスキを破り、同国初の女性大統領になった。

## 経歴
1978年にシリル・アンド・メソディオス大学で、修士号も取得。ダフコバはリュブリャナ大学で論文を発表し、1994年リュブリャナ大学の博士号を取得した。1989年にシリル・アンド・メソディオス大学の助教授になり、2004年に政治学教授として教鞭を取っていた。1990年代には北マケドニア議会憲法委員会のメンバーとなり、欧州評議会ヴェニス委員会メンバーとして憲法改革支援を行ってきた。2019年の大統領選挙で党の候補者に指名された。指名後、ダフコバは当選すれば国名をマケドニアに戻すか否かを問う国民投票を実施すると公約を掲げたが、決選投票でステボ・ペンダロフスキに敗れた。2024年5月8日執行の大統領選挙では現職だったペンダロフスキを今度は破り、初当選を果たした。
2024年5月12日の大統領就任演説で、ダフコバは北マケドニアにおける女性の活動を促進することを約束し、同国女性の役割を強調した。しかし、演説の原稿に書いてあった北マケドニアという自国名を意図的にマケドニアと読んだことで、就任式に出席していたギリシャのソフィア・フィリピドゥ大使が抗議の後に退席。ギリシャ外務省はダフコバの行動はギリシャと締結したプレスパ協定に違反し、両国間の関係と北マケドニアのEUへの加盟を危険に晒したと述べた。またギリシャのキリアコス・ミツォタキス首相はダフコバの発言について、違法であり容認できないと反発した。

## 人物
ダフコバは既婚で2人の子供を儲けている。EUの加盟条件である公式の少数民族としての北マケドニアのブルガリア人の認識に反対している。